# NBC交响乐团
美國國家廣播公司交響樂團（NBC Symphony Orchestra）创立于1937年，延续至1954年止。它特别为指挥家托斯卡尼尼而建立，當時每週會定期舉辦廣播音樂會。

## 外部連結
- NBC交响乐团的Discogs页面（英文）